# Frino
Frino (en griego antiguo: Φρῦνος, romanizado: Frȳnos) fue un alfarero griego que fabricaba cerámica ática en blanco y negro. Desarrolló su actividad en Atenas alrededor de 560-545 a. C. Perteneció a los llamados pequeños maestros.
Se conocen tres kílices de labios  suyos firmados:
- Boston, Museo de Bellas Artes Inv. 03.855
- Londres, Museo Británico Inv. 1867.5-8.962 (B 424)
- Torgiano, Museo del Vino di Torgiano Inv. A 15

Los tres vasos parecen haber sido pintados por el mismo pintor, el llamado Pintor de Frino, a quien se le pueden atribuir otros vasos; también se ha sugerido que fueran la misma persona. El alfarero Frino pudo haber trabajado estrechamente con los alfareros Arquicles y Glauquites, porque el perfil de la copa pintada por el Pintor de Frino, probablemente alfarero de Frino, que se halla en Ámsterdam, en el Museo Allard Pierson (Inv. 8192) corresponde casi exactamente a la famosa copa firmada por Arquicles y Glauquites en Múnich; Staatliche Antikensammlungen (Inv. 2243).